# Adolphe Feder

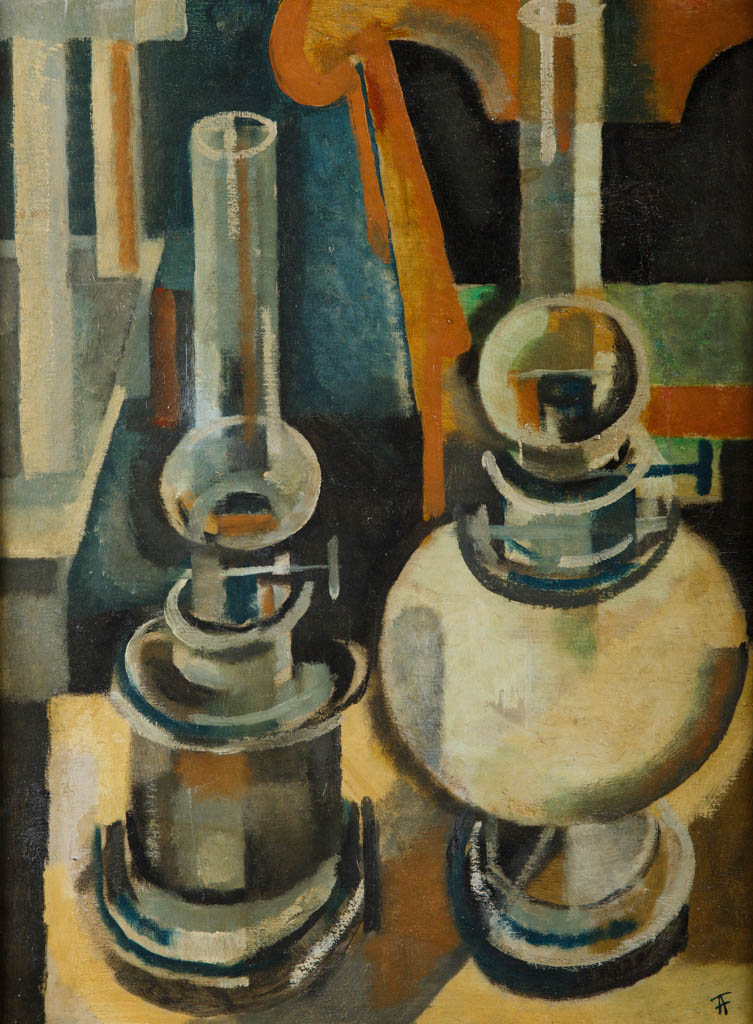
Stillleben

Adolphe (Aizik) Féder (* 16. Juli 1886 in Odessa; † im Februar 1943 im KZ Auschwitz, russ. Адольф (Айзик) Федер) war ein jüdisch-ukrainischer Maler des Fauvismus.
Féder war in einer Kaufmannsfamilie geboren. In der Jugend wurde er Mitglied des Allgemeinen jüdischen Arbeiterbundes von Litauen, Polen und Russland. Im Alter von 19 Jahren kam er nach Berlin, wo er die Akademie der Künste besuchte, dann nach Genf, wo er an der Kunstakademie studierte. Er setzte seit 1908 sein Studium in Paris fort und besuchte dort die Académie Julian. Er lernte auch privat im Atelier von Henri Matisse. Er war oft Gast beim Café de la Rotonde, wo er Othon Friesz, Amedeo Modigliani und Jacques Lipchitz traf. Er sammelte afrikanische, äthiopische und naive Kunstwerke. Seit 1912 zeigte er seine Werke auf dem Pariser Herbstsalon.
1923 begann er seine Zeichnungen in der Tageszeitung Le Monde zu veröffentlichen. Er illustrierte auch Werke von Alphonse Daudet, Joseph Kessel und Arthur Rimbaud. Er empfing in Paris den Dichter Wladimir Wladimirowitsch Majakowski. Mit Michail Fjodorowitsch Larionow und Ossip Zadkine gehörte er zu den aktiven Mitgliedern der Pariser Russischen Künstlergesellschaft.
In seinen Werken sind Einflüsse des Fauvismus, später auch des Kubismus bemerkbar.
Oft besuchte er Südfrankreich und Spanien, um dort Landschaftsbilder zu malen. 1926 besuchte er Palästina und blieb dort mehrere Monate lang. Der französische Schriftsteller Gustave Kahn widmete um 1929 seinen Bildern eine Monografie.
Nach dem Ausbruch des Zweiten Weltkriegs blieb er, anstatt mit seinem Freund, dem Bildhauer Jakob Lutschanski, zu flüchten, in Paris und schloss sich der Résistance an. Am 4. Juni 1942 wurde Feder festgenommen, im Pariser Gefängnis Cherche-Midi interniert, dann ins Sammellager Drancy und am 13. Februar 1943 mit dem Konvoi Nr. 48 in das KZ Auschwitz gebracht, wo er wahrscheinlich gleich nach der Ankunft ermordet wurde.